# Маршал
Ма́ршал (нім. Marschall)  — військове звання (або чин) найвищого генеральського складу в арміях деяких держав. У державах, таких, як дореволюційна Росія, Велика Британія, Німеччина, Австрія — відповідний чин називається (називався) фельдмаршал (від нім. Feldmarschall). Особливою відзнакою маршала у деяких країнах є маршальський жезл (або як в народі кажуть свинячі яйця)

## Історія
Слово маршал походить з німецької мови: давн.в-нім. marahscalc, сер.-в.-нім. marscalc («конюх»), утворені комбінацією слів marh («кінь») та scalc («слуга»); до цього слова сходить і «машталір». У Франції це слово спочатку означало сторож коней, або конюх (фр. maréchal і понині означає коваля підків). Пізніше, коли посада маршала-конюшого ставала більш значимою, вони ставали членами королівських дворів Європи. В деяких країнах це звання почало використовуватися для позначення найвищих військових титулів. До головного воєначальника титул маршала був вперше застосований Тевтонським Орденом; звідси з'явилося найменування фельдмаршала, спочатку для полковників кавалерії.
Знаком відмінності маршала в багатьох арміях є символічний жезл, прикрашений символікою держави, який урочисто вручається полководцю. Маршальський жезл, або схрещені жезли нерідко складають частину герба маршала і присутні на погонах військових деяких держав. У СРСР особливою відзнакою маршальського звання була Маршальська Зірка.
Слід також звернути увагу, що в часи Речі Посполитої Обох Народів і Великого Князівства Литовського — державних утворень, до яких входили більшість земель сучасної України вживалася назва польовий гетьман (гетьман польний) і гетьман королівства (гетьман коронний), який пізніше, у зв'язку з поширенням німецького і західноєвропейського впливу на організацію війська Російської імперії було замінено на фельдмаршал. Таким чином титулу маршал, який зустрічаємо у Західній Європі в ті часи, в Східній відповідав титул гетьман (теж німецького походження, від нім. Hauptmann — ватажок, воєначальник). Назва гетьман довгий час використовувалась для позначення верховного командувача такої військово-державної структури, як Військо Запорізьке Низове (Запорізька Січ) аж до її розпуску в 1770-х роках Катериною II. Саме в цей час провідну роль в армії Російської імперії починають відігравати люди німецького і західноєвропейського походження, що зокрема відобразилось на структурі армії і назвах вищого командного складу.

## Греція
Вище військове звання (чин) в ЗС Греції — стратарх (грец. Στρατάρχης) — приблизно відповідає військовому чину (званню) (фельд)маршала. У наш час скасоване і не використовується. Вперше було присвоєне королю Греції Костянтину I, за його видатну роль під час Балканських війн (1912—1913).
Звання (чин) стратарх (фельдмаршал) було присвоєно:
1. квітень 1914 — король Греції Костянтин I (1868—1923)
2. 1939 — король Греції Георг II (1890—1947)
3. 28 жовтня 1949 — Александрос Папагос (1883—1955)
4. 1947 — король Греції Павло I (1901—1964)